# 전주 매그 WFC
전주 매그 WFC(Jeonju Mag Woman's Futsal Club)는 대한민국 전라북도 전주시에 있었던 풋살 선수단이다. 전주매그사회적협동조합이 운영했던 여자 아마추어 풋살단이며, 2017년에 창단되었고 2019년에 해단되었다.

## 참고 문헌
- “스포츠지원포털 등록 현황”. 대한체육회.
- “KFA 통합경기정보 시스템”. 대한축구협회.